# Bernat Ortoneda
Bernat Ortoneda va ser un pintor aragonès fill de Pasqual Ortoneda i nebot de Mateu Ortoneda.
Va ingressar al taller de Bernat Martorell el 1446, després va col·laborar amb Jaume Huguet fins a l'any 1458 i a partir d'aleshores va estar actiu a Osca fins al 1489.